# 呂西克列斯 (前四世紀)
呂西克列斯 （希臘語：Λυσικλης，？—前338年），為古希臘雅典的將軍。
呂西克列斯是前338年喀羅尼亞戰役希臘聯軍中其中一名雅典軍指揮官，但這場戰役遭到毀滅性大敗，呂西克列斯雖然生還，但被雅典公民判決死刑。雅典的呂庫古（Lycurgus of Athens）曾發表一場演說控訴呂西克列斯，這件事被哈玻克拉奇翁（Harpocration）所提起。